# Kilwinning
Kilwinning (gaèlic escocès: Cill D'Fhinnein) és una ciutat de North Ayrshire, Escòcia. Es troba al riu Garnock, al nord d'Irvine, a uns 34 km al sud de Glasgow. Es coneix com "The Crossroads of Ayrshire". Kilwinning també era una parròquia civil. Als 2001 tenia 15.908, més tard, al 2011 ja registrava una població de 21.456.

## Història

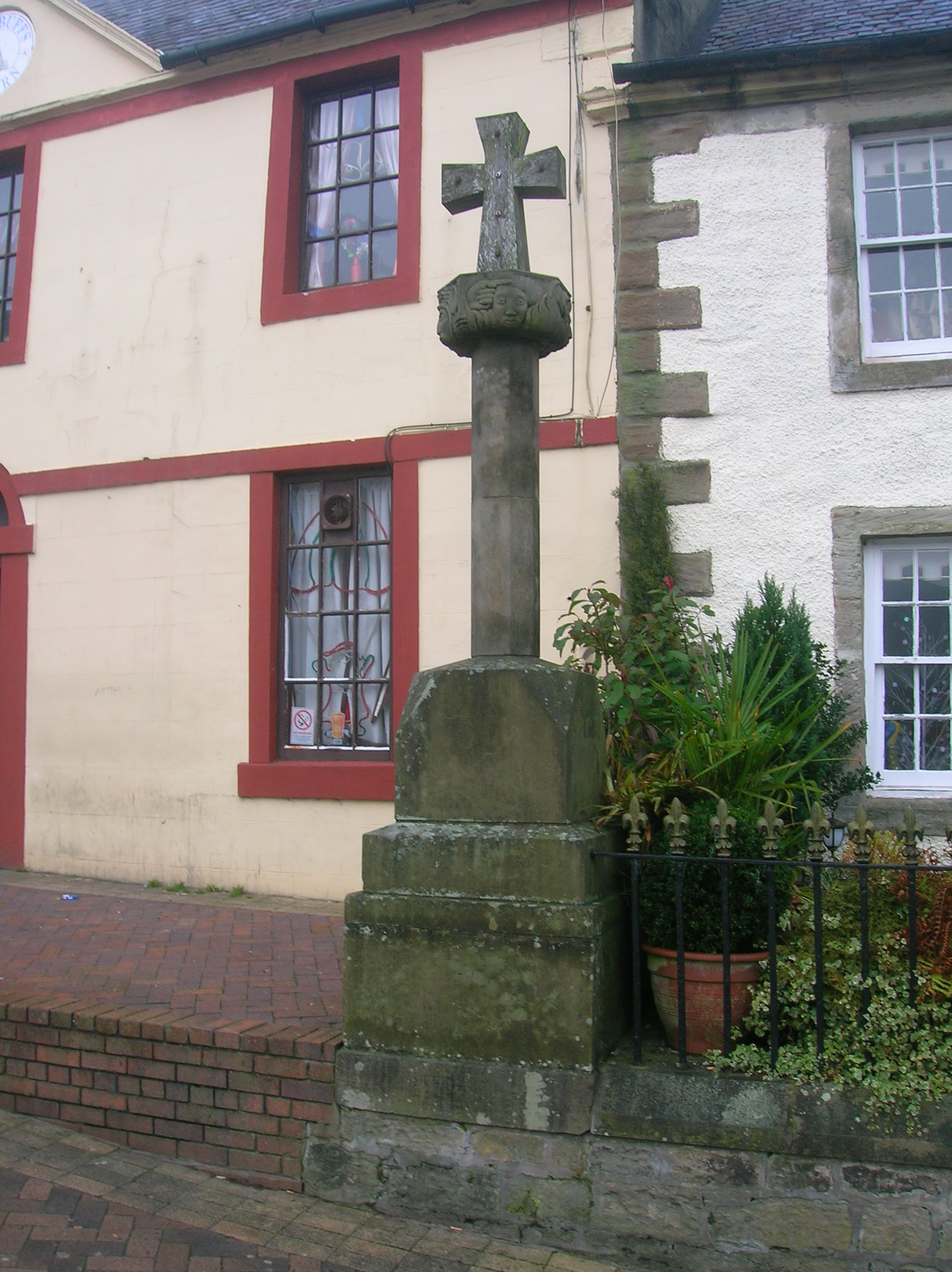
The Market Cross

Segons John Hay, antic director de l'escola parroquial de Kilwinning, "North Ayrshire té una història de religió que s'estén al començament de l'empresa missionera a Escòcia. Els cristians celtes o culdees del període de St Columba i St Mungo van trobar aquí, en aquesta part d'Escòcia, un camp fèrtil per a la propagació de la fe. Kilmarnock, Kilbride, Kilbirnie, són tots, com Kilwinning, evidència verbal de l'existència de 'Cillean' o cèl·lules de la Culdee o l'Església cèltica.
En un passat llunyà, la ciutat es deia Sagtoun o Saint's Town, després de St. Winning, el fundador d'una església de principis del segle VII en aquest lloc. No obstant això, la identitat real de St. Winning no està clara. Alguns estudiosos l'han associat amb el sant irlandès conegut com St Finnian de Moville, que va morir a finals del segle vi. Uns altres creuen que era un gal·lès amb el nom de Vynnyn, i el Breviari d'Aberdeen de 1507 afirma que ell era d'Escòcia. El treball del professor Owen Clancy de la Universitat de Glasgow el 2001 fa possible una altra identificació. Clancy va argumentar que, de fet, Saint Ninian i Saint Finnian eren la mateixa persona, la diferència que es va atribuir a un error per part d'un escriba medieval. Si és així, llavors Ninian, que era missioner dels Picts a Escòcia, i Winning, que va ser considerat escocès al Breviari d'Aberdeen, podria ser teòricament un i el mateix que l'irlandès anomenat Finnian. El Breviari d'Aberdeen implica que era irlandès. A principis de l'edat mitjana el terme escocès / Escòcia també es va aplicar a Irlanda. Parla del sant procedent d'una província escocesa, navegant amb companyes i aterrant a Cunninghame a Lesser Scotland, sent aquest últim un terme utilitzat en aquells temps per referir-se al país que més tard seria designat per nom d'Escòcia.
La ciutat original es trobava al Bridgend i Corsehill mentre que l'altre costat del riu era el lloc de l'abadia, les dependències, els horts, el doocot, etc. El projecte Arqueologia Comunitària de Kilwinning va realitzar una excavació a l'Abadia de Kilwinning el 2010, que va revelar molt sobre la vida de la gent de la zona durant l'època medieval.

## Geografia
Kilwinning es troba a la vora del riu Garnock a Ayrshire, a l'oest i al centre d'Escòcia. Els veïns de Kilwinning són les ciutats costaneres de Stevenston a l'oest, i Irvine al sud.

## La ciutat actualment
El 1966, Kilwinning va entrar a la zona designada com Nova Ciutat d'Irvine. Kilwinning es va expandir ràpidament amb nous estats construïts a les terres agrícoles dels voltants per fer front a l'augment planificat de la població. Molts dels nous habitants de la ciutat van ser un resultat directe de la reubicació de desbordament de Glasgow.

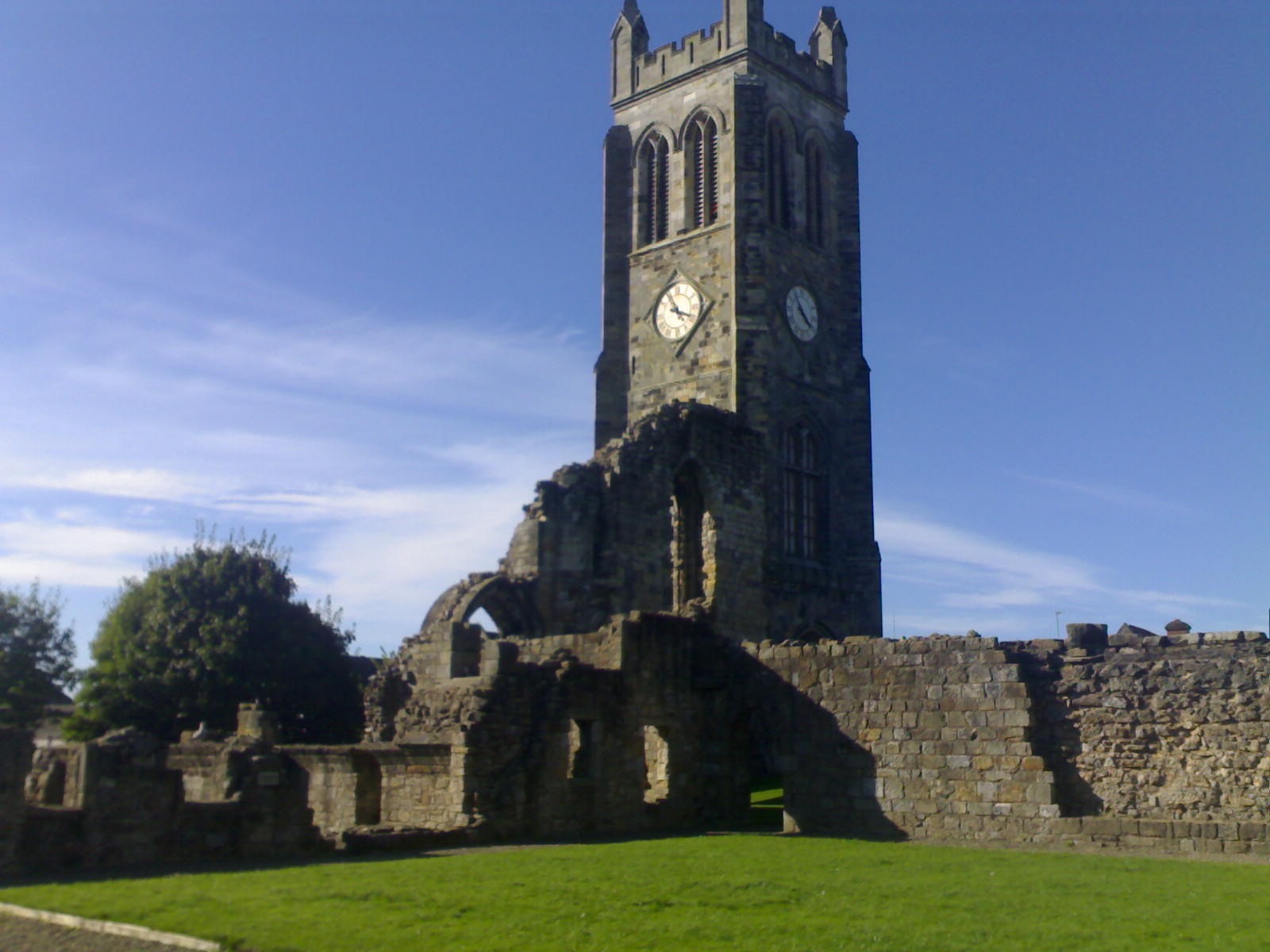
Kilwinning Abbey, avui dia

Avui, Kilwinning es compon del centre històric de vianants, Bridgend (que originalment era un poble separat), tots dos ara envoltats de les noves propietats de Corsehill, Blacklands, Woodwynd, Pennyburn, Whitehirst Park i Woodside.
El carrer principal de Kilwinning ha estat recentment reformat com a part de la regeneració de la zona de la badia d'Irvine per part de Irvine Bay Regeneration Company.

## Castell d'Eglinton i parc rural
L'antic seient dels Comtes d'Eglinton, està situat al sud de Kilwinning. Construït entre 1797 i 1802 en estil gòtic fortificat dominat per una torre central de 100 peus (30 metres) i quatre torres exteriors de 70 peus (21 m.), va ser la segona més que el castell de Culzean en aparença i grandesa. La primera pedra del nou castell d'Eglinton a Kilwinning va ser establerta el 1797, el dotzè comte d'Eglinton, que va acollir la cerimònia realitzada per Alexander Hamilton de Grange, avi de l'heroi nord-americà Alexander Hamilton.

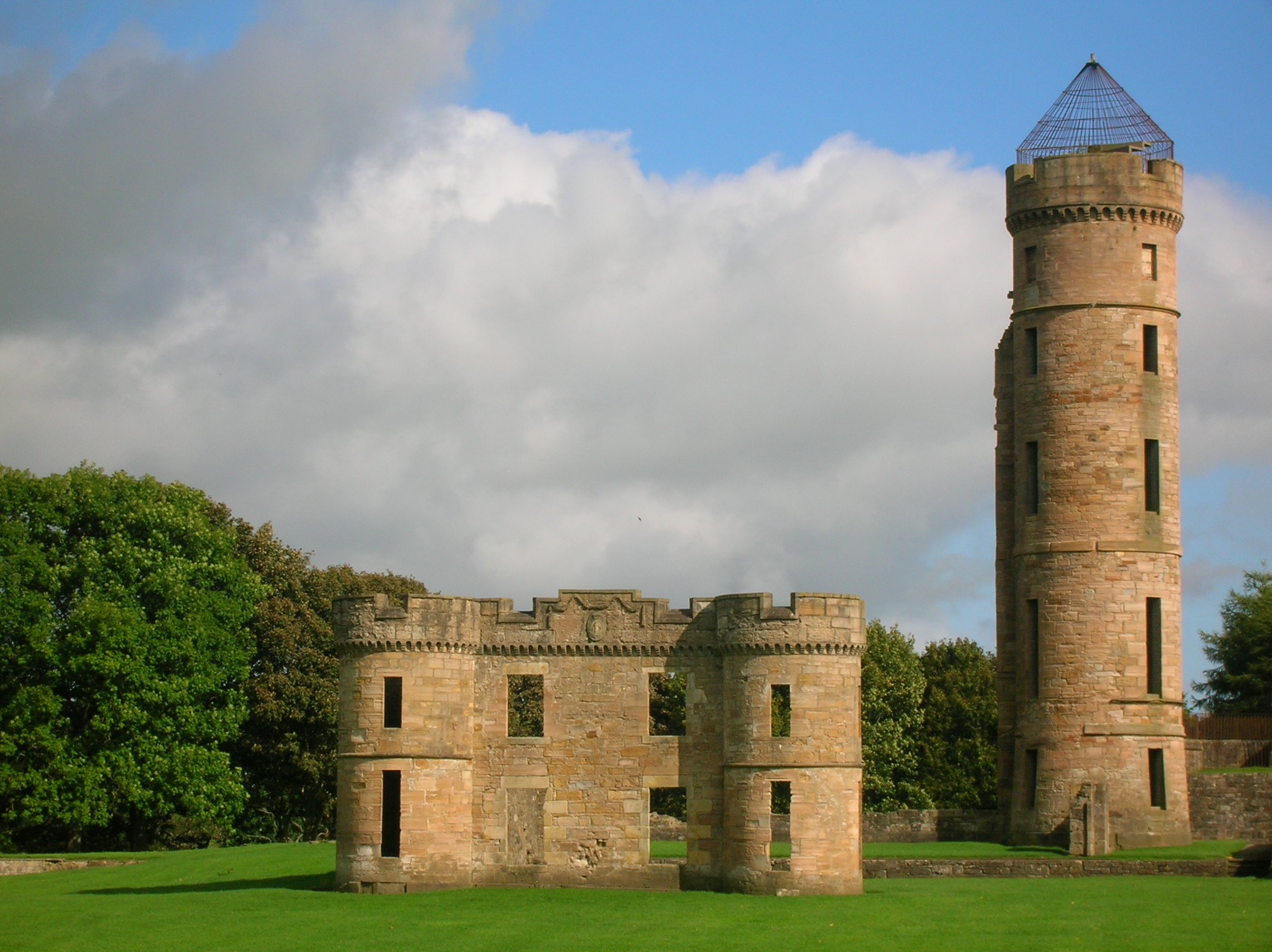
Les ruïnes del Castell d'Eglinton

El castell es recorda principalment, en els temps moderns, com l'escena del Torneig Eglinton el 1839, que va ser una magnífica pantalla. Fundat i organitzat per Archibald Montgomerie, el 13è comte d'Eglinton, el torneig de recreació medieval, va atreure a milers de visitants a veure els combatents i les dames en la seva gala. Entre els convidats es trobava el futur emperador del francès; Napoleó III. El torneig va ser un contrast irònic entre l'antic i el nou! Els trens d'excursió, entre els primers, van ser dirigits per Ayr (previ a l'obertura formal de la línia el 1840).
Avui el castell és una ruïna. El Torneig potser va marcar un punt d'inflexió, sent un drenatge sever a la fortuna de la família Eglinton, que va coincidir amb despeses sense fons al port d'Ardrossan i al Canal de Glasgow, Paisley i Ardrossan. El castell va caure en mal estat després d'haver-se desallotjat el 1925 i va ser utilitzat per a la pràctica de demolició Commando durant la Segona Guerra Mundial, les restes es van enderrocar fins al nivell que són avui en 1973. Eglinton Country Park és ara una atracció turística.

## Indústria i comerç
Kilwinning va ser un notable centre de Tir amb arc a l'època medieval. Posteriorment, la ciutat va tenir una associació amb la mineria del carbó, la pedrera, la fabricació de ferro i la fabricació tèxtil, ja fa temps que es va reduir.
L'empresa de punt de Pringle originalment fabricava els seus productes a Kilwinning. Una altra empresa que va existir va ser Wilson's Foods, que operava una planta als terrenys de l'Eglinton Estate, però això ha estat tancat.
El molí a la vora del riu Garnock va caure breument sota la propietat de Blackwood Brothers of Kilmarnock abans de tancar-se completament. El lloc del molí no té gaire canvi, encara que part de l'antiga fàbrica ha estat enderrocat, i l'antiga fàbrica de molins ara funciona com a oficines i sales d'un concessionari local d'automòbils que ara utilitza el lloc.
El Polígon Industrial de Nethermains acull moltes unitats industrials del tipus construït habitualment als anys seixanta i setanta com unitats modulars ideals per a la indústria lleugera. Fullarton Computer Industries és un dels grans empresaris d'aquest lloc. Les indústries de Kilwinning modernes inclouen la fabricació de plàstics i electrònica. Gairebé 1/4 de la força laboral de Kilwinning s'empra en l'indústria.
La remodelació de Kilwinning Main Street el 2010 per part d'Irvine Bay Regeneration Company va portar a una sèrie d'empreses noves que obrin botigues al centre de la ciutat. El projecte és un dels projectes de regeneració a la zona de la badia d'Irvine.

## Arquitectura

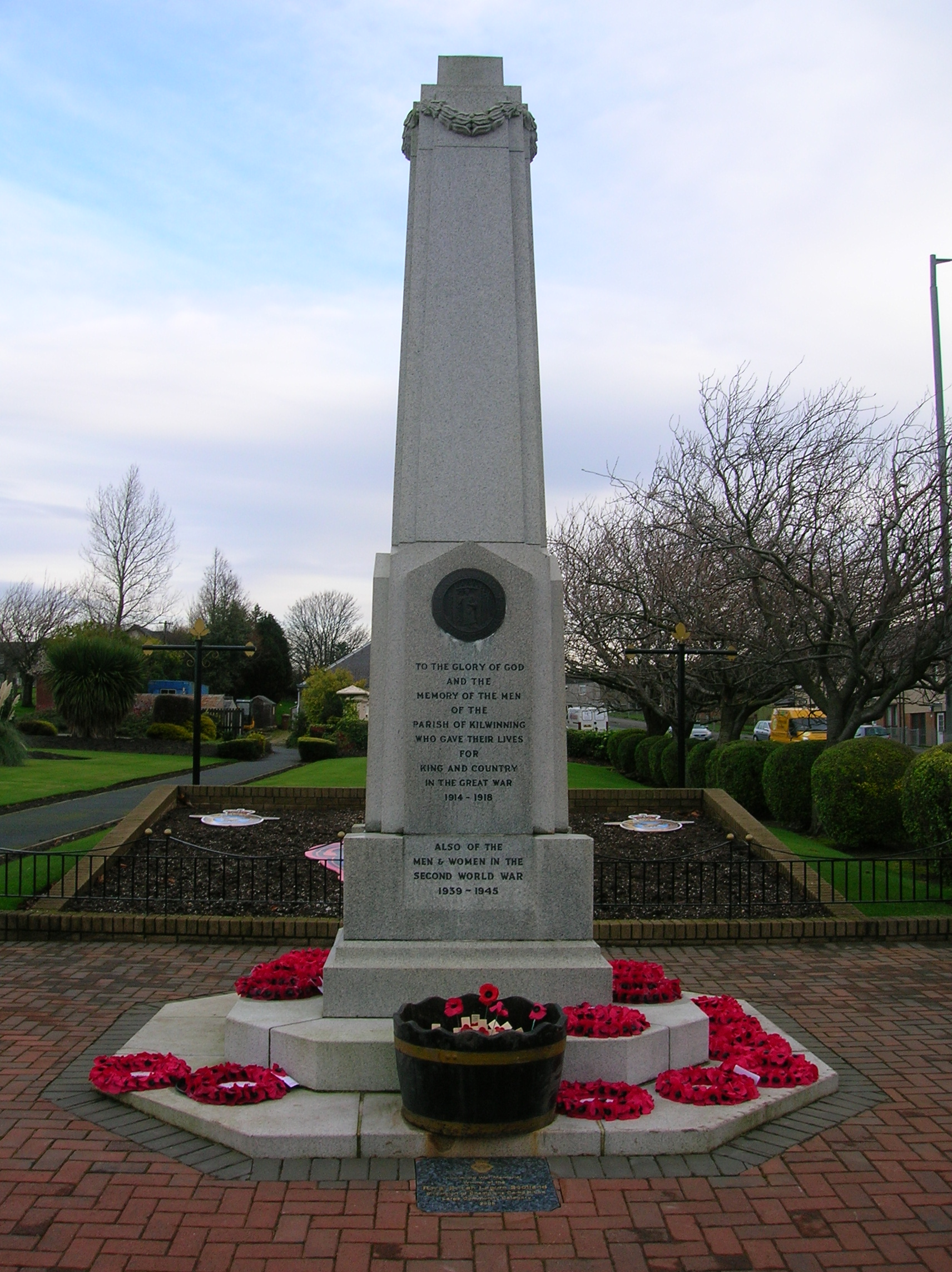
Memorial de guerra

Kilwinning té molts edificis i llocs de significació arquitectònica.
Entre ells hi ha el pont de l'Abat Adam, que destaca per haver estat construït en època medieval amb bona part de l'estructura original que es conserva actualment. El pont es va ampliar el 1859.

## Transport

### Ferrocarril
El ferrocarril té parada a Kilwinning, concretament en té tres:
- Glasgow Central - Longs o el port de Ardrossan
- Glasgow Central - Ayr - Stranraer
- Edimburg Waverley o Glasgow Central - Ayr

### Policia
Kilwinning té una comissaria de policia al centre de la ciutat, però només compta amb personal a temps parcial. Kilwinning també és servit per la policia de transport britànica que té una oficina a l'estació de Kilwinning.

### Carretera

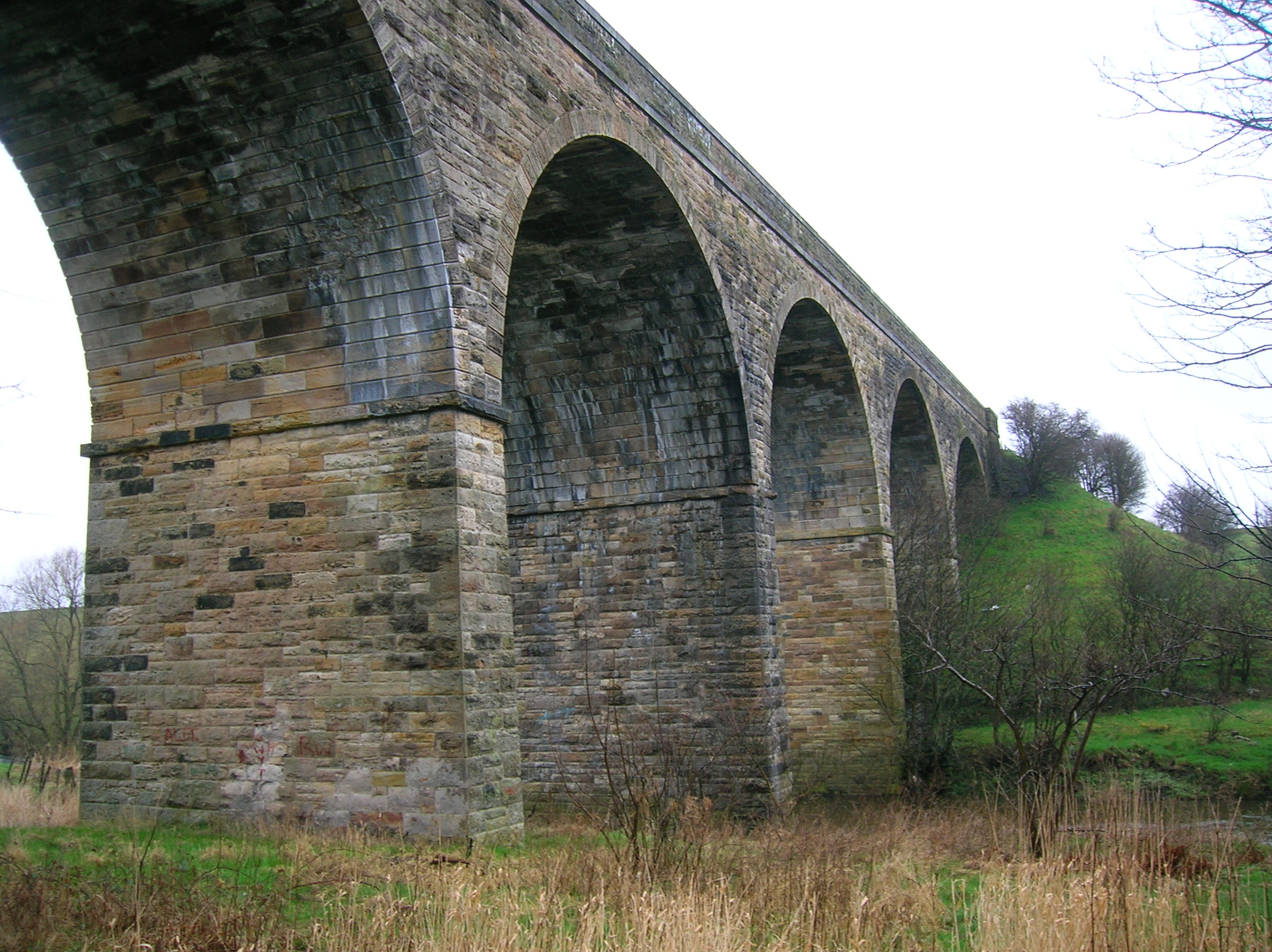
Viaducte del ferrocarril

Kilwinning té excel·lents enllaços viaris amb la resta d'Ayrshire. La vil·la està emplaçada al costat de l'autovia A78, que connecta amb les autovies A71 i A77 i amb l'autopista M77 de Glasgow.

### Autobús
Kilwinning és servit per Stagecoach West Scotland i Shuttle Buses.
- 11 Ardrossan - Kilmarnock
- 25 Montgomerie Park / Bourtreehill / Broomlands / Irvine Cross - Kilbirnie / Beith
- 27 Irvine - Whitehurst Park (només dilluns a dissabte)
- 29 Àrea industrial Irvine / i3 - Whitehurst Park (dl. - ds)
- 38 Riverway Retail Park - David Gage St (dilluns a dissabte)
- X34 Glasgow - Irvine Cross / Irvine Railway Station / Bourtreehill
- X36 Glasgow - Ardrossan

### Aire
Kilwinning està ben comunicat per l'aeroport internacional de Prestwick, que està a només 12,9 milles (20,8 km.) al sud per l'autovia A78 (al voltant de 21 min) o tres parades al tren (al voltant de 14 min). Els operadors d'aerolínies de l'aeroport mantenen rutes a moltes destinacions del Regne Unit, Europa i Amèrica del Nord.

## Educació
Hi ha una escola secundària a la ciutat, Kilwinning Academy, encara que fins fa poc la ciutat també va ser servida per l'Acadèmia de Sant Miquel.
Les escoles primàries de Kilwinning són: Corsehill Primary School, Abbey Primary School, Blacklands Primary School, St. Winning's Primary School, Pennyburn Primary School, Whitehirst Park Primary School i St. Luke's Primary School. (L'Acadèmia de Sant Miquel es va amalgamar amb l'Acadèmia de Saltcoats de Sant Andreu), ja que des de llavors han estat demolides les dues escoles secundàries catòliques prèvies, un nou edifici situat al costat del lloc de l'Acadèmia de St Andrews conegut actualment com l'Acadèmia de Sant Mateu. Els adolescents de Kilwinning ofereixen un autobús escolar per transportar-los a l'Acadèmia de St Matthew, ja que es troba a 5 km fora de la seva residència).
Un gran campus del Col·legi Ayrshire (anteriorment James Watt College) va ser construït a Kilwinning i es va completar l'estiu del 2000, preparat per a la primera presa d'estudiants a l'agost d'aquest any. La seva arribada ha suposat alguns avantatges per al poble amb un augment dels ingressos dels estudiants que recolzen les empreses locals. Des del 2013 el campus ha estat membre del Ayrshire College.
És notable que el 37% dels residents de Kilwinning de 16 a 74 anys no tenen qualificació formal; la mitjana nacional és del 33%.
Hi ha diversos salons comunitaris a Kilwinning: Centre comunitari Nethermains, Centre comunitari Cranberry Moss, Centre comunitari Whitehurst, Pryde, The Woodwynd Hall i el Love Memorial Hall. A més de 5 sales d'església, no hi ha escassetat de llocs de trobada.

## Esport

### Tir amb arc[10]
Es creu que la Societat Antiga de Archers Kilwinning data de 1483 i, mentre que els registres només estan disponibles a partir de 1688, hi ha una referència en els primers minuts, que sembla confirmar aquesta hipòtesi.
L'esport continua en Kilwinning fins a aquest dia. El llançament anual del papi se celebra als terrenys de l'antiga Abadia el primer dissabte de juny, quan l'ocell de fusta està muntat sobre un pal i suspès de la torre del rellotge per permetre als arquers intentar desallotjar les ales i després el propi ocell. El 2014, Michael Portillo va visitar la Societat Antiga d'Archers de Kilwinning durant una visita a Kilwinning en la seva Gran sèrie britànica de Viatges ferroviaris per a la BBC.
Durant els mesos d'hivern el Club es reuneix al gimnàs de l'Acadèmia de Kilwinning.

### Futbol[11]
Kilwinning Rangers F.C. o The Buffs (àlies), ja que són més afectuosos, fan els seus partits a l'Abbey Park i competeixen a la Junior League de la Regió Occidental. Ells juguen en cèrcols blaus i blancs.
L'equip es va formar el 1899 com a club de futbol juvenil, originalment jugant al Blacklands Park, que van compartir amb el llavors alts de la gent gran d'Eglinton. Es van convertir oficialment en un club de futbol junior el 26 de juliol de 1902.
El nom Buffs es va registrar per primera vegada el 21 de setembre de 1900 quan el document local, l'Irvine Herald, va registrar que els anomenats Buffs havien tingut una victòria emfàtica sobre Kilmarnock Belgrove. Els Rangers de Kilwinning han tingut períodes d'èxits al llarg de la seva història, i s'alegren orgullosament que van ser el primer i últim club d'Ayrshire a guanyar la Copa Junior escocesa al segle xx. Tenen un gran suport de la joventut de Kilwinning.
Dirrans Athletic AFC es va formar el 1946. Actualment participen en la Divisió Premier League de Futbol Amateur amateur d'Ayrshire.
El Club Esportiu de Kilwinning o el KSC, conegut localment, es va iniciar al juliol de 2002 a la zona de Pennyburn de Kilwinning. El club esportiu es va crear per reunir equips de futbol locals i per assegurar que l'àrea local tingués camps de futbol i altres facilitats necessàries per fomentar l'esport entre els nens de Kilwinning i els seus voltants. Els equips de futbol locals usen l'acrònim KSC i el seu nom per a equips locals com KSC Barca i KSC United. Els desenvolupaments que s'han realitzat al club esportiu han permès que més de 30 equips locals es converteixin en membres del club esportiu (correcte a partir de 2014) i aquests equips locals aconsegueixen el patrocini d'empreses locals i nacionals.